# فوكلاند (فايف)
فوكلاند (بالاستكلندية: Fauklan) هي بلدة تتبع إدارياً منطقة فايف باسكتلندا، المملكة المتحدة، وتقع عند سفوح تلال لوموند. بحسب تقدير سنة 2008، يبلغ عدد سكان البلدة 1,180 نسمة.
حازت جزر فوكلاند الواقعة في جنوب المحيط الأطلسي اسمها نسبةً إلى أنطوني كاري، فيسكونت فوكلاند الخامس، أحد فيسكونتات هذه البلدة.

## التاريخ
يعتقد أنَّ مستوطنة وجدت في موقع البلدة الحالي قبل القرن الثاني عشر الميلادي، إلا أنَّها لم تزدهر وتصبح ذات أهميَّة حتى بناء قلعة فوكلاند قُربها نحو سنة 1160. كانت تقع القلعة مكان قصر فوكلاند الحالي، وهو قصر ملكي سكنه ملوك اسكتلندا.